# Aechmea lanata
Espèce
Classification phylogénétique
Synonymes
- Streptocalyx lanatus L.B.Sm.

Aechmea lanata est une espèce de plantes de la famille des Bromeliaceae, endémique du Brésil.

## Synonymes
- Streptocalyx lanatus L.B.Sm.[1].

## Distribution
L'espèce est endémique de l'État de Bahia au Brésil.

## Description
L'espèce est épiphyte.